# Adelante Andalucía

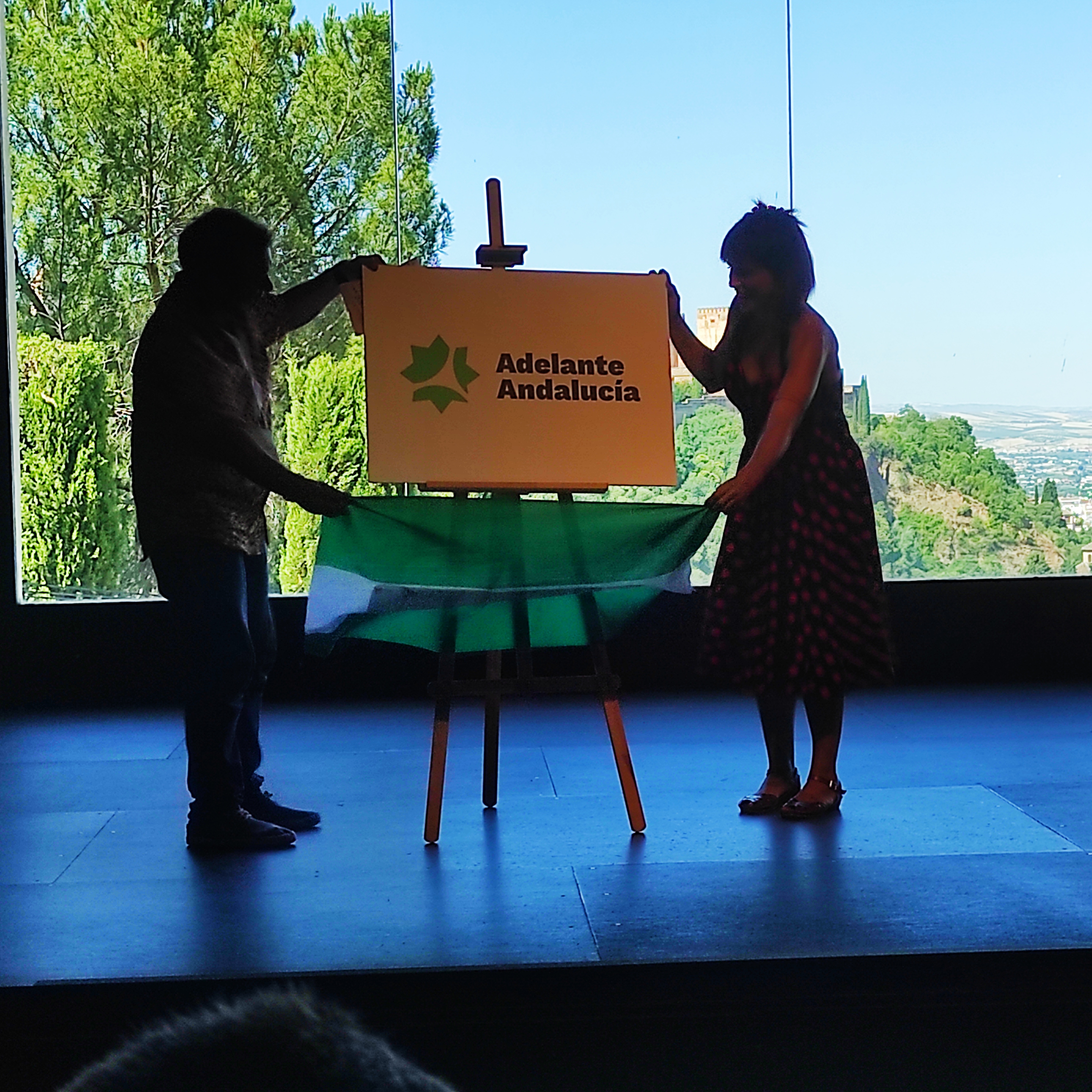
Parteichefin Teresa Rodríguez und Bürgermeister von Cádiz José María González präsentieren das Logo der neugegründeten Partei 2021

Adelante Andalucía (spanisch für Vorwärts Andalusien) ist eine linksnationalistische Partei für die spanische Autonome Gemeinschaft Andalusien. Seit der Auflösung des Partido Andalucista, von welchem zwei der Nachfolgeparteien Teil von Adelante Andalucía sind, ist die Partei der wichtigste politische Vertreter des andalusischen Nationalismus.

## Geschichte
Ursprünglich war Adelante Andalucía ein linkes Wahlbündnis für die Parlamentswahl in Andalusien 2018, bestehend aus den andalusischen Gliederungen von Podemos und Izquierda Unida sowie den andalusisch-nationalistischen Parteien Primavera Andaluza und Izquierda Andalucista, welche aus der 2015 aufgelösten Partido Andalucista hervorgingen. Das Wahlbündnis errang 2018 16,18 % der Stimmen und 17 Sitze im Parlament von Andalusien.
Von 2019 bis 2022 war Pilar González (Primavera Andaluza) Senatorin für Adelante Andalucía im Spanischen Senat, entsandt vom Parlament von Andalusien.
Im Jahr 2020 kam es zum Bruch, wobei unter der Führung von Teresa Rodríguez von der Partei Anticapitalistas (bis dahin Teil von Podemos) der größere Teil der bis dahin bestehenden Fraktion im Parlament von Andalusien die Fraktion verließ. Dies beinhaltete Primavera Andaluza, Izquierda Andalucista sowie Anticapitalistas, wobei sich letztere dabei von Podemos trennte. Der überwiegende Teil der fortan fraktionslosen Abgeordneten saßen bis dahin als Podemos-Abgeordnete in der Fraktion von Adelante Andalucía und setzten ihre Arbeit fortan unter dem Banner von Anticapitalistas als Fraktionslose fort. Anticapitalistas, Primavera Andaluza und Izquierda Andalucista konstituierten sich im Folgenden 2021 als neue Partei mit dem Namen Adelante Andalucía, während die fortbestehende Restfraktion im Parlament von Andalusien, bestehend aus Podemos und Izquierda Andalucía, den neuen Namen Por Andalucía wählte. Die fraktionslosen Abgeordneten um Teresa Rodríguez der neuen Partei Adelante Andalucía bildeten für den Rest der Legislaturperiode eine Gruppe im Parlament von Andalusien.
Vor der Parlamentswahl in Andalusien 2022 schloss sich Defender Andalucía der neuen Partei an. Adelante Andalucía erreichte 2022 4,58 % der Stimmen und 2 Sitze im Parlament von Andalusien; das Bündnis Por Andalucía der ehemaligen Bündnispartner kam auf 7,70 % der Stimmen.
Bei den Kommunalwahlen in Spanien 2023 trat Adelante Andalucía in mehreren Gemeinden Andalusiens an. Eines der besten Ergebnisse wurde in der Stadt Cádiz mit 19,57 % errungen, wobei der Amtsinhaber von Adelante Andalucía dennoch das Bürgermeisteramt nicht verteidigen konnte.
Zur Parlamentswahl in Spanien 2023 trat Adelante Andalucía nur in der Provinz Cádiz an, um dem linken Lager nicht weiter Stimmen zu klauen und in Cádiz der eheste Erfolg erwartet wurde. Adelante Andalucía kam auf 1,44 % der Stimmen in der Provinz und konnte so keinen der 9 Sitze der Provinz gewinnen.

## Mitglieder
In der Geschichte des Wahlbündnisses beziehungsweise der Partei waren folgende Einzelparteien Teil von Adelante Andalucía:
| Partei | Partei                | Andalusische Gliederung                               | Zeitraum    |
| ------ | --------------------- | ----------------------------------------------------- | ----------- |
|        | Izquierda Andalucista | Izquierda Andalucista                                 | seit 2018   |
|        | Primavera Andaluza    | Primavera Andaluza                                    | seit 2018   |
|        | Anticapitalistas      | Anticapitalistas Andalucía                            | seit 2020 1 |
|        | Defender Andalucía    | Defender Andalucía                                    | seit 2021   |
|        | Podemos               | Podemos Andalucía                                     | 2018–2020   |
|        | Izquierda Unida       | Izquierda Unida Los Verdes-Convocatoria por Andalucía | 2018–2020   |